# Женская сборная Мексики по волейболу
Женская национальная сборная Мексики по волейболу (исп. Selección femenina de voleibol de Mexico) — представляет Мексику на международных волейбольных соревнованиях. Управляющей организацией выступает Мексиканская федерация волейбола (Federación Mexicana de Voleibol — FMV).

## История
Волейбол появился в Мексике в 1917 году благодаря двум сотрудникам Ассоциации молодых христиан (YMCA) — профессорам Оскару Кастильоне и Энрике Агирре, познакомившим с новой игрой учащихся университетов в Монтеррее и Мехико. В 1921 году в стране состоялись первые турниры, а в 1927 был проведён первый чемпионат среди студентов, в котором приняло участие 17 мужских и 4 женские команды. С 1929 проводятся чемпионаты Мексики среди мужчин, а с 1941 — и среди женщин. В 1933 году была основана Мексиканская федерация волейбола. В 1955 она вступила в ФИВБ.
История национальных волейбольных сборных Мексики началась ещё до 2-й мировой войны. Мужская сборная страны в 1930 году впервые приняла участие в Играх стран Центральной Америки и Карибского бассейна и стала победителем волейбольного турнира этих комплексных соревнований. В 1935 в волейбольном турнире этих Игр, прошедших в Сальвадоре, дебютировали и женщины. В женских соревнованиях приняли участие лишь две национальные команды — Мексики и Сальвадора. Мексиканские волейболистки выиграли «золото», уверенно победив хозяек соревнований. Медали этого же достоинства сборная Мексики выиграла и на следующих Центральноамериканских и Карибских играх, прошедших в 1938 году в Панаме.
В последующие 30 лет женская сборная Мексики принимала участие в соревнованиях, проводившихся лишь на американском континенте, где считалась одной из сильнейших. В 1955 году мексиканские волейболистки вышли победительницами дебютного волейбольного турнира в программе Панамериканских игр, по два раза обыграв сборные Бразилии, США и Доминиканской Республики. Также мексиканки постоянно находились в числе призёров Игр Центральной Америки и Карибского бассейна.
В 1968 Мексика принимала Игры XIX Олимпиады. Среди участниц турнира по волейболу была и команда хозяев соревнований — сборная Мексики. В семи проведённых играх мексиканки выиграли лишь раз — у сборной США — и заняли итоговое 7-е место из 8 команд. Больше квалифицироваться на Олимпийские игры сборной Мексики не удавалось.
В 1969 году в Мехико прошёл первый волейбольный чемпионат Северной, Центральной Америки и Карибского бассейна (NORCECA). Фаворитками соревнований считались хозяйки турнира, что уверенно и подтвердили, одержав 5 побед в 5 матчах. Чемпионский успех волейболистки Мексики повторили и на следующем континентальном первенстве, прошедшем через два года на Кубе. В дальнейшем на чемпионатах NORCECA лучшее чего мексиканки смогли достичь — это бронзовые медали в 1975, 1979 и 1981 годах. В континентальном рейтинге мексиканских волейболисток уже давно уверенно опережают сборные США, Доминиканской Республики, Кубы, Пуэрто-Рико, а также Канады.
Между двумя победами в континентальных первенствах состоялся дебют женской сборной Мексики на чемпионате мира, проходившем в Болгарии. В первом своём матче на турнире мексиканки со счётом 3:0 переиграли национальную команду Нидерландов, но в двух последующих поединках с тем же счётом уступили значительно более сильным сборным Японии и Чехословакии и в финальную стадию первенства не попали. В утешительном турнире волейболистки Мексики трижды выиграли и столько же раз проиграли, заняв итоговое 12-е место при 16-ти участниках.
Следующее женское мировое первенство прошло в Мексике в 1974 году по сложной трёхступенчатой системе. На первой групповой стадии хозяйки чемпионата уверенно победили сборные США, Франции и Багамских Островов, но, начав второй этап победой над сборной Перу 3:0, на следующий день мексиканки в упорнейшей борьбе уступили команде ГДР 2:3, ведя по ходу матча 2:1. В решающем поединке за выход в финальную часть розыгрыша волейболистки Мексики ничего не смогли противопоставить сборной Южной Кореи — одной из сильнейших сборных мира. Итогом чемпионата для хозяек соревнований стало 10-е место.
В 1978 и 1982 годах сборная Мексики также была среди участников мировых первенств, но ничем особым себя не проявила. После этого долгих 20 лет мексиканским волейболисткам не удавалось преодолеть квалификацию чемпионатов мира, а участие в «мундиалях» 2002, 2006 и 2014 для мексиканок завершалось уже на первой групповой стадии.
Последние более чем 40 лет женская сборная Мексики на мировой арене держится весьма скромно. Все её медальные достижения за этот период связаны лишь с волейбольными турнирами в программе Центральноамериканских и Карибских игр, хотя последний раз стать призёром этих соревнований (бронзовым) мексиканкам удалось лишь в 2002 году.
Чемпионат мира 2018 года принёс мексиканским волейболисткам лучший результат на мировых первенствах за последние более чем 30 лет. Опередив сборные Аргентины и Камеруна, команда Мексики вышла во 2-й групповой раунд, где запомнилось её упорное противостояние сборной Бразилии и выигранный у одного из главных фаворитов турнира первый сет матча.

## Результаты выступлений и составы

### Олимпийские игры
| - 1964 — не участвовала - 1968 — 6-е место - 1972 — не квалифицировалась - 1976 — не квалифицировалась - 1980 — не квалифицировалась - 1984 — не квалифицировалась - 1988 — не квалифицировалась - 1992 — не квалифицировалась | - 1996 — не участвовала - 2000 — не участвовала - 2004 — не квалифицировалась - 2008 — не квалифицировалась - 2012 — не квалифицировалась - 2016 — не участвовала - 2020 — не квалифицировалась - 2024 — не квалифицировалась |

- 1968: Алисия Карденьяс, Бланка Гарсия, Каролина Мендоса, Элоиса Кабада, Глория Касалес, Исабель Ногейра, Мария Родригес, Патрисия Нава, Рохелия Ромо, Тринидад Масиас, Йоланда Рейносо.

### Чемпионаты мира
| - 1952 — не участвовала - 1956 — не участвовала - 1960 — не участвовала - 1962 — не участвовала - 1967 — не участвовала - 1970 — 12-е место - 1974 — 10-е место - 1978 — 15-е место - 1982 — 13-е место - 1986 — не участвовала | - 1990 — не квалифицировалась - 1994 — не квалифицировалась - 1998 — не квалифицировалась - 2002 — 21—24-е место - 2006 — 21—24-е место - 2010 — не квалифицировалась - 2014 — 21—24-е место - 2018 — 15—16-е место - 2022 — не квалифицировалась - 2025 — |

- 2002: Йенди Кортинас, Селида Кордова, Селена Барахас, Кения Ольвера, Мигдалель Руис, Марсия Гонсалес, Бибиана Канделас, Бланка Чан, Клаудия Родригес, Мариана Лопес, Марион Фриас, Паола Эстрада. Тренер — Серхио Эрнандес.
- 2006: Йенди Кортинас, Мигдалель Руис, Селида Кордова, Селена Барахас, Нэнси Ортега, Бибиана Канделас, Марта Ревуэльта, Бланка Чан, Клаудия Родригес, Мариана Лопес, Алехандра Акоста, Сайра Орельяна. Тренер — Орландо Самуэль Блэквуд.
- 2014: Гема Леон, Лисет Лопес, Клаудиа Ресендис Лопес, Андреа Ранхель, Дульсе Карранса, Алехандра Сегура Мальдонадо, Лисбет Сеомара Сайнс, Марион Фриас, Клаудиа Риос, Жоселин Уриас, Сайра Орельяна, Жасмин Эрнандес, Ана Патрисия Валье, Каоми Солис. Тренер — Хорхе Мигель Асаир Лопес.
- 2018: Уксуэ Герека Парра, Лисет Лопес Роблес, Сашико Санай, Ана Ньето, Андреа Ранхель, Дульсе Карранса, Диана Вальдес, Саманта Брисио, Жоселин Ландерос Паласиос, Моника Морено Эрнандес, Гресия Кастро Лопес, Ана Патрисия Валье, Мелани Парра Кинтеро, Валерия Салинас Гонсалес. Тренер — Рикардо Наранхо Понсе.

### Гран-при
В Гран-при 1993—2013 сборная Мексики участия не принимала.
- 2014 — 26-е место (6-е в 3-м дивизионе)
- 2015 — 28-е место (8-е в 3-м дивизионе)
- 2016 — 26-е место (6-е в 3-м дивизионе)
- 2017 — 29-е место (5-е в 3-м дивизионе)
- 2014: Гема Леон, Клаудиа Ресендис Лопес, Андреа Ранхель, Дульсе Карранса, Алехандра Сегура Мальдонадо, Лисбет Сеомара Сайнс, Марион Фриас, Клаудиа Риос, Жоселин Уриас, Сайра Орельяна, Жасмин Эрнандес Чапа, Ана Патрисия Валье, Каоми Солис. Тренер — Хорхе Мигель Асаир Лопес.
- 2015: Гема Леон, Лисет Лопес, Гресия Ривера, Андреа Ранхель, Фрида Лопес Ольмос, Карина Флорес Гомес, Дульсе Карранса, Алехандра Сегура Мальдонадо, Лисбет Сеомара Сайнс, Моника Морено Эрнандес, Жоселин Уриас, Жасмин Эрнандес Чапа, Мария Фернандес Родригес Гомес, Сашико Санай. Тренер — Хорхе Мигель Асаир Лопес.
- 2016: Клаудия Ресендис Лопес, Катя Гарсия Чавес, Фрида Лопес Ольмос, Бибиана Канделас, Дульсе Карранса, Алехандра Сегура Мальдонадо, Лисбет Сеомара Сайнс, Фернанда Баньюэлос, Моника Морено Эрнандес, Карен Ривера Эррера, Карина Флорес Гомес, Мария Фернандес Родригес Гомес. Тренер — Рикардо Наранхо Понсе.
- 2017: Карла Сайнс, Лисет Лопес Роблес, Сашико Санай, Андреа Мальдонадо, Андреа Ранхель, Фрида Лопес Ольмос, Рената Лопес Моралес, Дульсе Карранса, Алехандра Сегура Мальдонадо, Лисбет Сеомара Сайнс, Жослин Уриас, Фернанда Баньюэлос, Клаудия Риос, Патрисия Валье, Роса Вальехо Мендоса, Мария Фернандес Родригес Гомес, Натали Нава Мунхарес. Тренер — Рикардо Наранхо Понсе.

### Кубок претендентов ФИВБ
- 2018 — не участвовала
- 2019 — не квалифицировалась
- 2023 — 5-е место

### Чемпионат NORCECA по волейболу
| - 1969 — 1-е место - 1971 — 1-е место - 1973 — 4-е место - 1975 — 3-е место - 1977 — 6-е место - 1979 — 3-е место - 1981 — 3-е место - 1983 — 4-е место - 1985 — не участвовала - 1987 — 4-е место - 1989 — 4-е место - 1991 — 4-е место - 1993 — 4-е место - 1995 — 6-е место | - 1997 — 6-е место - 1999 — 6-е место - 2001 — 4-е место - 2003 — не участвовала - 2005 — 7-е место - 2007 — 6-е место - 2009 — 6-е место - 2011 — 5-е место - 2013 — 5-е место - 2015 — 6-е место - 2019 — 5-е место - 2021 — 5-е место - 2023 — 5-е место |

- 2013: Лисет Лопес, Клаудия Ресендис Лопес, Гема Леон, Андреа Ранхель, Андреа Агилера, Алехандра Пералес, Алехандра Исиордия, Лисбет Сайнс, Дульсе Карранса, Клаудия Риос, Сайра Орельяна. Тренер — Хосе Мигель Асаир Лопес.
- 2015: Гема Леон, Лисет Лопес, Клаудия Ресендис Лопес, Катя Гарсия Чавес, Андреа Ранхель, Фреда Лопес Ольмос, Карина Флорес Гомес, Дульсе Карранса, Алехандра Сегура Мальдонадо, Лисбет Сеомара Сайнс, Моника Морено Эрнандес, Жасмин Эрнандес Чапа, Мария Фернандес Родригес Гомес, Алондра Амаро Родригес. Тренер — Хорхе Мигель Асаир Лопес.
- 2019: Гресия Кастро Лопес, Саманта Брисио Рамос, Мария-Фернанда Родригес Гомес, Андреа Ранхель Эрнандес, Алехандра Исиордия Каррильо, Ивон Мартинес Вильярреаль, Сирения Гомес Вильярреаль, Жоселин Ландерос Паласиос, Ана-Патрисия Валье Эрнандес, Карина Флорес Гамес, Алондра Амаро Родригес, Глория Унг Энрикес. Тренер — Клаудио Торрес Гарсия.

### Панамериканские игры
| - 1955 — 1-е место - 1959 — не участвовала - 1963 — 3-е место - 1967 — 5-е место - 1971 — 3-е место - 1975 — 3-е место - 1979 — 5-е место - 1983 — не участвовала - 1987 — не участвовала - 1987 — не участвовала | - 1991 — не участвовала - 1995 — не участвовала - 1999 — не участвовала - 2003 — 8-е место - 2007 — 7-е место - 2011 — 8-е место - 2015 — не участвовала - 2019 — не участвовала - 2023 — 3-е место |

- 2011: Карла Сайнс, Нэнси Ортега, Андреа Ранхель, Саманта Брисио, Лаура Льореда, Марта Ревуэльта, Дульсе Карранса, Итсель Гайтан, Клаудия Риос, Алехандра Исиордия, Сайра Орельяна, Гема Леон. Тренер — Марио Эррера.
- 2023: Ивон Мартинес Вильяреаль, Мария Родригес Гомес, Гресия Кастро Лопес, Мария Вела Хименес, Даниэла Сильер Флорес, Жослин Уриас Кастро, Жоселин Ландерос Паласиос, Карен Ривера Эррера, Анхела Муньос Дельгадильо, Айме Топете Пардо, Арлет Маркес Сеха, Карина Флорес Гамес. Тренер — Никола Негро.

### Панамериканский Кубок
| - 2002 — 4-е место - 2003 — 8-е место - 2004 — 7-е место - 2005 — 7-е место - 2006 — 9-е место - 2007 — 10-е место - 2008 — 10-е место - 2009 — 9-е место - 2010 — 9-е место - 2011 — 9-е место - 2012 — 12-е место | - 2013 — 12-е место - 2014 — 8-е место - 2015 — 10-е место - 2016 — 11-е место - 2017 — 11-е место - 2018 — 10-е место - 2019 — 9-е место - 2021 — 2-е место - 2022 — 4-е место - 2023 — 7-е место - 2024 — 5-е место |

### Лига NORCECA
- 2022 —  1-е место

### Кубок «Финал шести» NORCECA
- 2021 —  2-е место
- 2022 — 6-е место
- 2023 — 4-е место
- 2024 —  3-е место

### «Финал четырёх» NORCECA
- 2024 —  2-е место

### Центральноамериканские и Карибские игры
| - 1935 — 1-е место - 1938 — 1-е место - 1946 — 3-е место - 1954 — 1-е место - 1959 — 1-е место - 1962 — 3-е место - 1966 — 2-е место - 1970 — 1-е место - 1974 — 2-е место - 1978 — 2-е место - 1982 — 2-е место | - 1986 — 2-е место - 1990 — 2-е место - 1993 — 2-е место - 1998 — 5-е место - 2002 — 3-е место - 2006 — 4-е место - 2010 — 5-е место - 2014 — 4-е место - 2018 — 4-е место - 2023 — 5-е место |

- 1938: Лусия Кихано, Энрикета Майора, Алисия Муньос, Марина Сото Вила, Консуэло Феррер, Лус Альтамирано, Хулия Эстаньол, Кармен Монтес де Ока, Аурора Парра, Габриэла Дельгадо, Ампаро Агилар, Марта Хименес.
- 1959: Марта Барбара, Марина Крус, Сара де ла Торре, Марта дель Иниго, Вирхиния Ледесма, Элизабет Макнас, Грасиэла Падрос, Алисия Ривас, Арасели Соуса, Адела Вега, Хуана Винг, Эльвира Самильба.
- 1970: Алисия Карденьяс, Гуадалупе Альтамирано, Глория Касалес, Бланка Гарсия, Тринидад Масиас, Каролина Мендоса, Марта Нава, Патрисия Нава, Мария Перес Летте, Ирма Ранхель, Йоланда Рейносо, Мария Родригес.

## Состав
Сборная Мексики в соревнованиях 2024 года («Финал четырёх» NORCECA, Кубок «Финал шести» NORCECA, Панамериканский Кубок).
| №  | Имя, фамилия                  | Год рождения | Рост | Амплуа      | Клуб                               |
| -- | ----------------------------- | ------------ | ---- | ----------- | ---------------------------------- |
| 1  | Эшли Моралес Вальехо          | 2007         | 165  | связующая   | ИТЕСМ Мехико                       |
| 2  | Айме Топете Пардо             | 2005         | 178  | нападающая  | «Индомаблес» Сьюдад-Хуарес         |
| 3  | Сара Канту Каннобио           | 2004         | 184  | центральная | ИТЕСМ Монтеррей                    |
| 4  | Мария-Фернанда Родригес Гомес | 1997         | 185  | нападающая  | «Эврё»                             |
| 5  | Исабелла Окампо Армендарис    | 2007         | 180  | нападающая  | ИТЕСМ Мехико                       |
| 6  | Гресия Кастро Лопес           | 2001         | 180  | нападающая  | «Аварка де Менорка» Сьюдадела      |
| 7  | Уксуэ Герека Парра            | 2001         | 176  | нападающая  | «Маркопуло» Маркопулон             |
| 8  | Мариан Овалье Лейва           | 2002         | 178  | нападающая  | Техасский университет (Эль-Пасо)   |
| 9  | Мария Вела Хименес            | 2000         | 177  | связующая   | «Сайре Майсер» Лас-Пальмас         |
| 10 | Даниэла Сильер Флорес         | 2000         | 175  | связующая   | «УДЕМ Троянос» Монтеррей           |
| 11 | Жоселин Уриас Кастро          | 1996         | 190  | центральная | «Лугож»                            |
| 12 | Жоселин Ландерос Паласиос     | 2000         | 169  | либеро      | «Абшерон» Баку                     |
| 13 | София Мальдонадо Диас         | 2002         | 178  | нападающая  | Луисвиллский университет           |
| 15 | Карина Паола Ривера Эррера    | 1999         | 174  | связующая   | «Регатас Лима» Лима                |
| 16 | Анхела Муньос Дельгадильо     | 2000         | 178  | либеро      | «Тигрильяс де ла УАНЛ» Сан-Николас |
| 21 | Арлет Маркес Сеха             | 2005         | 194  | центральная | «Индомаблес» Сьюдад-Хуарес         |
| 24 | Мелисса Гарсилья Баньюэлос    | 2000         | 175  | нападающая  | ИТЕСМ Монтеррей                    |
| 25 | Алехандра Гарсия Флорес       | 2001         |      | центральная | ИТЕСМ Мехико                       |
| 33 | Карина Флорес Гамес           | 1998         | 193  | центральная | «Регатас Лима» Лима                |

- Главный тренер —  Никола Негро.
- Тренеры —  Мило Пиччинини, Луис Альберто Леон Лопес.